# Habrocestum punctiventre
Habrocestum punctiventre är en spindelart som beskrevs av Eugen von Keyserling 1882. Habrocestum punctiventre ingår i släktet Habrocestum och familjen hoppspindlar. Inga underarter finns listade i Catalogue of Life.